# N327 (België)
De N327 is een gewestweg in België tussen Sint-Baafs-Vijve (N357) en Wingene (N370). De weg is ongeveer 21 kilometer lang.
De gehele weg bestaat uit twee rijstroken voor beide rijrichtingen samen.

## Plaatsen langs N327
- Sint-Baafs-Vijve
- Wakken
- Tielt
- Wingene

## N327a
De N327a is een aftakking van de N327 in Wingene naar de N370. De weg heeft een lengte van ongeveer 1 kilometer en verloopt via de H. Sacramentstraat.